# Tony Bauwens
Tony Bauwens (* 5. Juni 1936 in Ronse; † 17. Februar 2009) war ein belgischer Jazzmusiker (Piano, Komposition).

## Leben und Wirken
Bauwens arbeitete ab den 1960er-Jahren u. a. mit Roger Vanhaverbeke und Fats Sadi; 1974 wurde er Pianist des BRT Jazzorkest unter Leitung von Etienne Verschueren. Daneben spielte er u. a. mit Jan Ptaszyn Wróblewski (Skleroptakin, 1976), und in den Formationen The Bop Friends (mit Nick Fissette, Etienne Verschueren, Roger Vanhaverbeke, Freddy Rottier) bzw. The New Bop Friends. In den 1980er-Jahren spielte er weiterhin im BRT Jazz Orkest und Fats Sadi, des Weiteren mit der Belgian All Stars Big Band (The Music of Gasty Meyer - Changing Moods (1981), mit den Solisten Benny Bailey und Toots Thielemans). Außerdem bildete er das Tony Bauwens Sextet ((Album Ka Atas, 1983), mit Bert Joris, Marc Godfroid, Philippe Venneman, Marc Van Garsse und Tony Gyselinck). Im Bereich des Jazz war er zwischen 1973 und 2006 an 23  Aufnahmesessions beteiligt.

## Lexikalischer Eintrag
- Émile Henceval: Dictionnaire du jazz à Bruxelles et en Wallonie. Liège: Pierre Mardaga, 1991.